# Cowboys from Hell: The Videos
 Cowboys From Hell: The Videos es el primer video (sin contar el auto-lanzado Hot 'n Heavy Home Vid) de la banda estadounidense Heavy metal Pantera. Fue lanzado en VHS el 2 de abril de 1991.

## Contenido
"Cowboys from Hell": Los Videos es un documental de la gira Cowboys from Hell de Pantera, que muestra al grupo bebiendo y festejando, así como material de backstage. También contiene un total de seis videos musicales. Miembros de bandas como Alice in Chains, Judas Priest, y Slayer hacen apariciones como invitados..
"Cowboys from Hell": The Videos, junto con los otros dos videos de la banda, fue lanzado en el 3 Vulgar Videos from Hell DVD en 2000 y luego relanzado en 2006 con mejores características de DVD.

## Listado de canciones
) 
- "Cowboys from Hell"
- "Psycho Holiday"
- "Cemetery Gates"
- "Mouth for War"
- "Heresy"1
- "The Art of Shredding"1

1. En vivo en la convención de 1990 Foundations Forum en Los Ángeles. 

## Créditos
Phil Anselmo = voz
Dimebag Darrell = Guitarra
Vinnie Paul = batería
Rex Brown = bajo